# 90 км (зупинний пункт, Одеська залізниця, Горностаївський район)
90 км — пасажирський зупинний пункт Херсонської дирекції Одеської залізниці на лінії Снігурівка — 51 км, розташований між станціями Братолюбівка (29 км) та Сірогози (13 км).
Розташований неподалік від села Верхні Торгаї Каховського району Херсонської області.